# 邁耶斯維爾 (密西西比州)
邁耶斯維爾（英語：Mayersville）是一個位於美國密西西比州伊薩奎納縣的城鎮。根據2010年美國人口普查，該地共人口547人，而該地的面積約為2.85平方千米。同時該地也是伊薩奎納縣的縣治。

## 地理
邁耶斯維爾的座標為32°54′04″N 91°03′02″W / 32.90111°N 91.05056°W，而該地的平均海拔高度為32米（即105英尺）。